# Оберперинг
Оберперинг (њем. Oberpöring) општина је у њемачкој савезној држави Баварска. Једно је од 26 општинских средишта округа Дегендорф. Према процјени из 2010. у општини је живјело 1.146 становника. Посједује регионалну шифру (AGS) 9271139.

## Географски и демографски подаци
Оберперинг се налази у савезној држави Баварска у округу Дегендорф. Општина се налази на надморској висини од 349 метара. Површина општине износи 17,4 km². У самом мјесту је, према процјени из 2010. године, живјело 1.146 становника. Просјечна густина становништва износи 66 становника/km².